# Подлевкове
Подлевкове (пол. Podlewkowie) — село в Польщі, у гміні Наровка Гайнівського повіту Підляського воєводства.
Населення — 66 осіб (2011).
У 1975-1998 роках село належало до Білостоцького воєводства.

## Демографія
Демографічна структура станом на 31 березня 2011 року:
|          | Загалом | Допрацездатний вік | Працездатний вік | Постпрацездатний вік |
| -------- | ------- | ------------------ | ---------------- | -------------------- |
| Чоловіки | 27      | 2                  | 20               | 5                    |
| Жінки    | 39      | 6                  | 21               | 12                   |
| Разом    | 66      | 8                  | 41               | 17                   |